# David Sereda
David B. Sereda, född 21 augusti 1961 i Edmonton i Kanada, ufolog, författare, och filmmakare. Seredas böcker och filmer handlar främst om paranormala fenomen, som dokumentärfilmen Dan Aykroyd Unplugged on UFOs där han intervjuar Dan Aykroyd om ufon och rymdfärder, men även om ekologifrågor, som filmen From Here To Andromeda.

## Uppväxt
David Sereda föddes den 21 augusti 1961 i den kanadensiska staden Edmonton. Som barn flyttade han och hans familj till USA, där de bodde i de kaliforniska städerna Berkeley och San Francisco. 1964 blev de permanenta innevånare i USA ("permanent Residents of the United States of America").
När han som 7-åring 1968 bodde i Berkeley i Kalifornien, såg han, tillsammans med en kompis och hundratals andra, ett ufo i form av ett flygande tefat - en upplevelse som präglat hans liv sedan dess. Han började intressera sig för rymden, samlade tidningsklipp om Apolloprogrammet och drömde om att bli astronaut när han blev stor.

## Författare och filmmakare
Som vuxen har han studerat naturvetenskap, astronomi och fysik, men även intresserat sig för ekologi, religion, filosofi och parapsykologi. Kunskaperna har kommit till användning då han skrivit böcker och gjort filmer om paranormala fenomen och konspirationsteorier, som i böckerna Mona Lisa's Little Secret och Singularity där den förstnämnda handlar om dolda meddelanden i Leonardo Da Vincis målning Mona Lisa och den sistnämnda handlar om ett gemensamt kvantfysiskt språk använt av bland andra Buddha, Pythagoras och Jesus. Bland hans filmer märks särskilt dokumentären Dan Aykroyd Unplugged on UFOs, där han intervjuar Dan Aykroyd om UFO:n och rymdresor. I filmen From Here To Andromeda blandar han sina båda intressen UFO:n och ekologi, när han försöker ta reda på vad som krävs för att människan skall kunna skapa sig en hemvist på någon annan planet än Jorden.